# Верхнеманай
Верхнеманай — село в Упоровском районе Тюменской области России. Входит в состав Нижнеманайского сельского поселения.

## География
Село находится на юго-западе Тюменской области, в пределах юго-западной части Западно-Сибирской низменности, в лесостепной зоне. Абсолютная высота — 133 метра над уровнем моря.
Расположено на правом берегу речки Манай (с угорского «ман» – маленький, «ая» – река). Расстояние до села Нижнеманая 4 км, села Емуртлы 29 км, села Упорово 53 км, города Заводоуковска 98 км, Тюмени 192 км. 

### Климат
Климат континентальный с холодной продолжительной зимой и тёплым относительно коротким летом. Средняя температура воздуха самого холодного месяца (января) — −18,7 °C (абсолютный минимум — −47,3 °C); самого тёплого месяца (июля) — 18 °C (абсолютный максимум — 38,4 °С). Безморозный период длится в среднем 111 дней. Среднегодовое количество атмосферных осадков составляет 181—469 мм, из которых 70 % выпадает в тёплый период. Продолжительность залегания снежного покрова составляет в среднем 164 дня.

### Часовой пояс
Село Верхнеманай, как и вся Тюменская область, находится в часовой зоне МСК+2. Смещение применяемого времени относительно UTC составляет +5:00.

## История
В переписи 1749 года Верхнеманая нет.   Впервые упоминается в ревизской сказке 1762 года, основано переселенцами из Суерской и Усть-Суерской слобод,  Ялуторовского и Краснослободского острогов. 
С 1762 года относилось к Кизакское слободе, с 1895 в составе Кизакской волости, с 1910 в Нижнеманайской волости, с 1919 в Нижнеманайском сельском совете. 
В 1912 году в Верхнеманае были: школа грамоты, 4 торговых лавки, 4 ветряных мельницы, 2 маслодельни, кузница, пожарная охрана. 
Деревня Верхнеманай относилась к приходу Николаевской церкви села Кизакского, с 1866 года к приходу Богородицкой церкви села Нижнеманайского. 

## Население
| 1762 | 1782 | 1816 | 1834 | 1858 | 1897 | 1926 | 1989. | 2002 | 2010 | 2021 |
| 107  | 184  | 322  | 438  | 863  | 558  | 649  | 125   | 116  | 101  | 35   |

| 2010 |
| ---- |
| 101  |

### Половой состав
По данным Всероссийской переписи населения 2010 года в половой структуре населения мужчины составляли 53,5 %, женщины — соответственно 46,5 %.

### Национальный состав
Согласно результатам переписи 2002 года, в национальной структуре населения русские составляли 92 % из 116 чел.

## Галерея

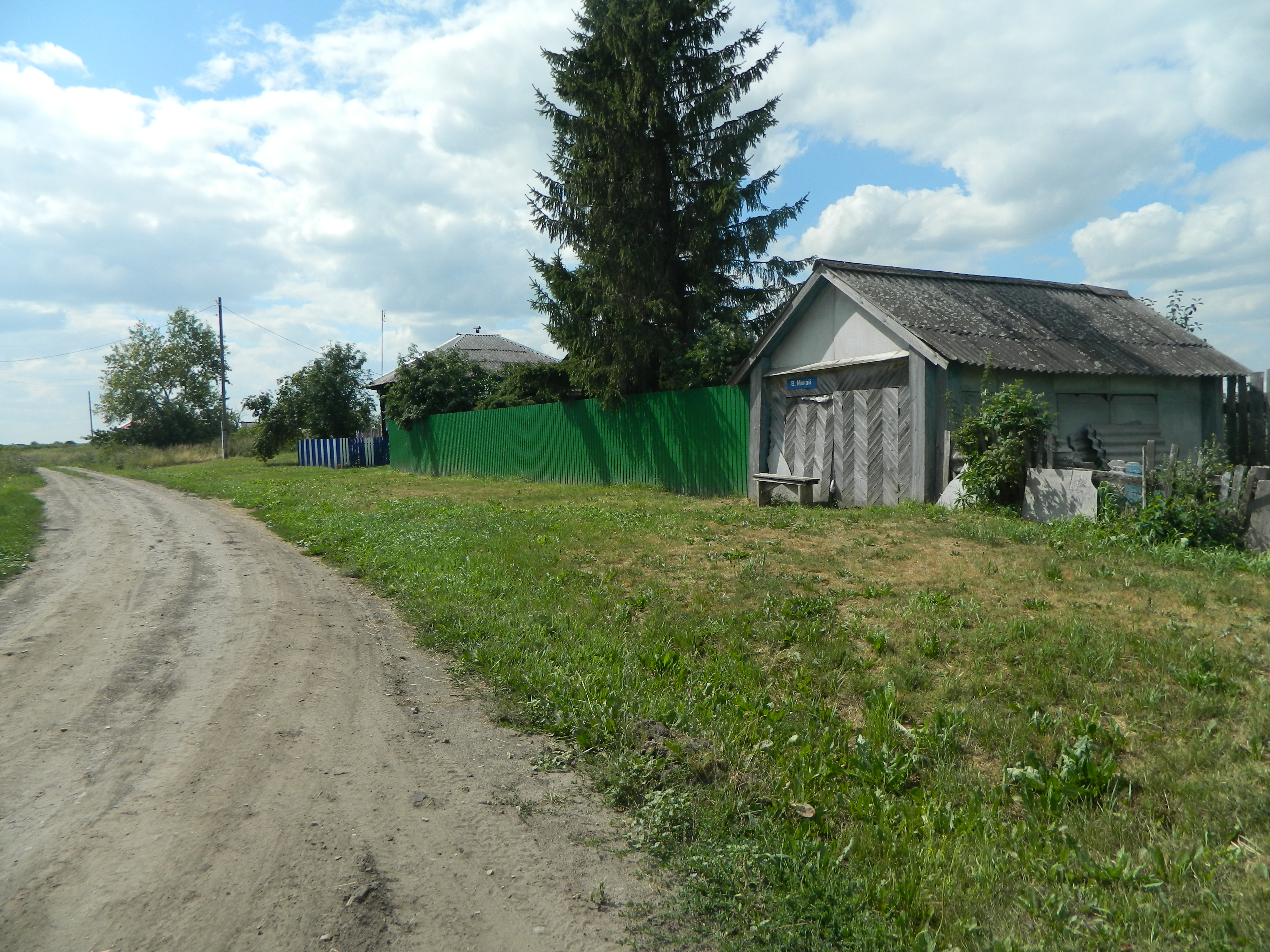
Верхнеманай, Упоровский район
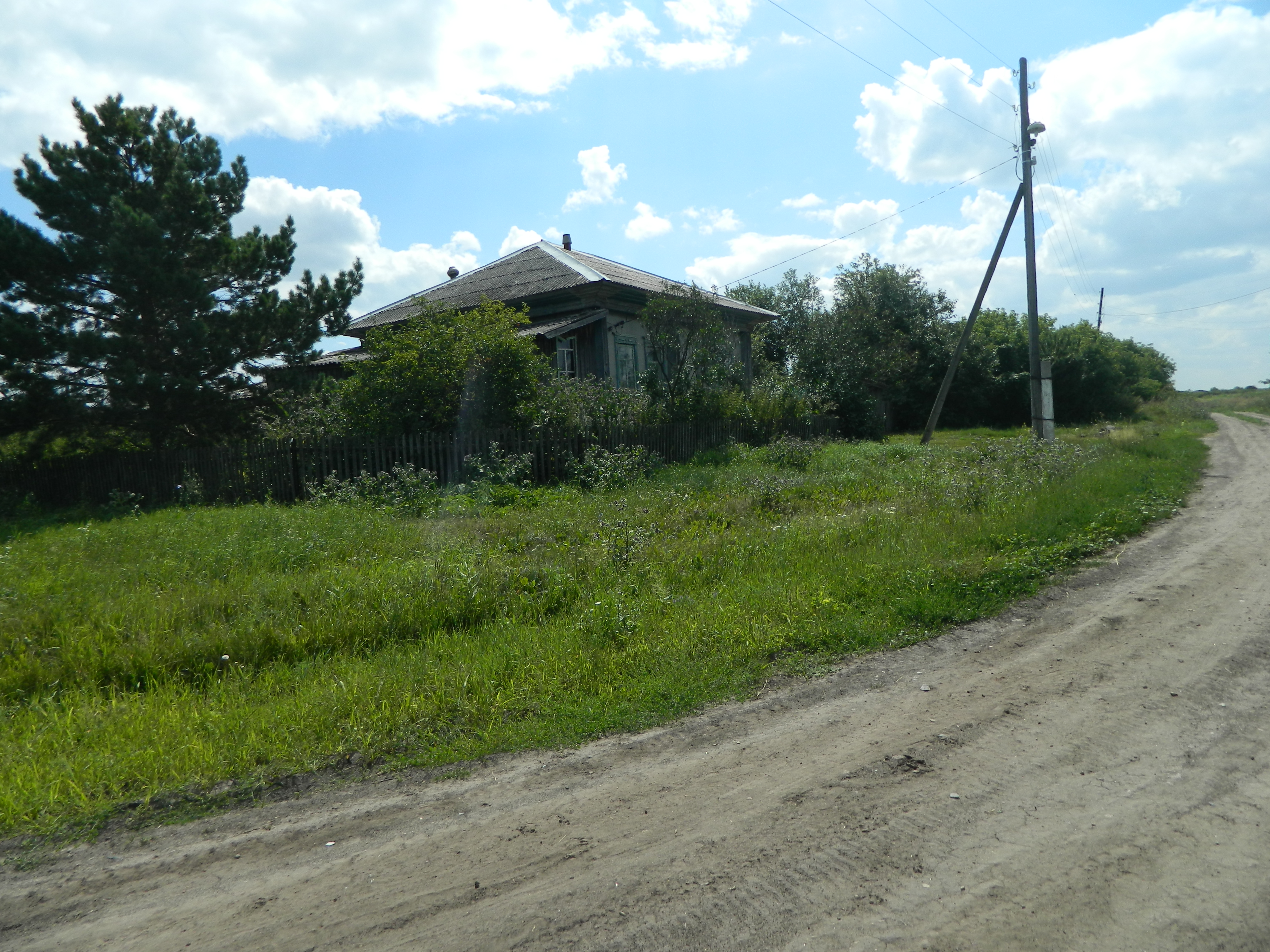
Верхнеманай, Упоровский район
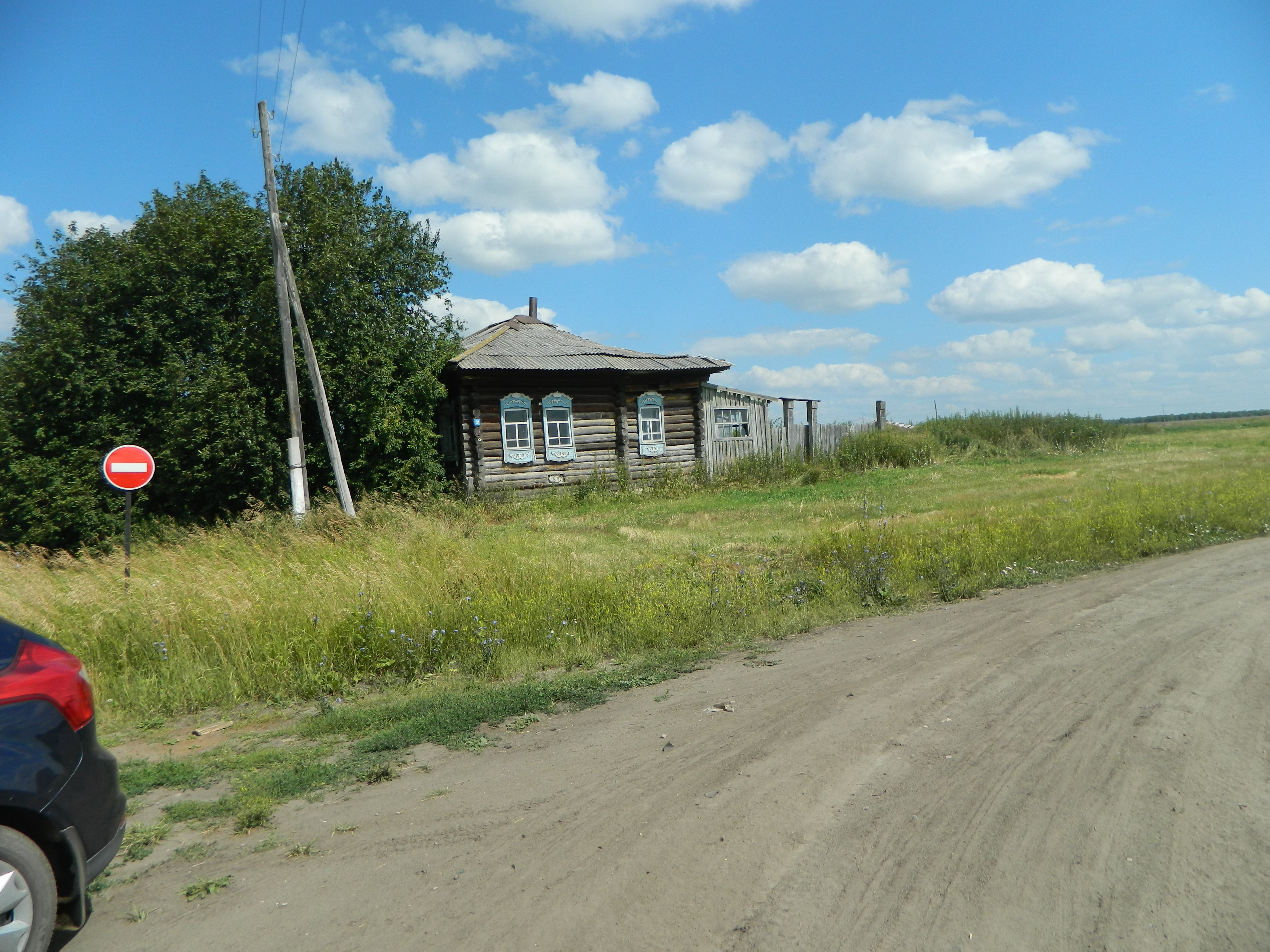
Верхнеманай, Упоровский район
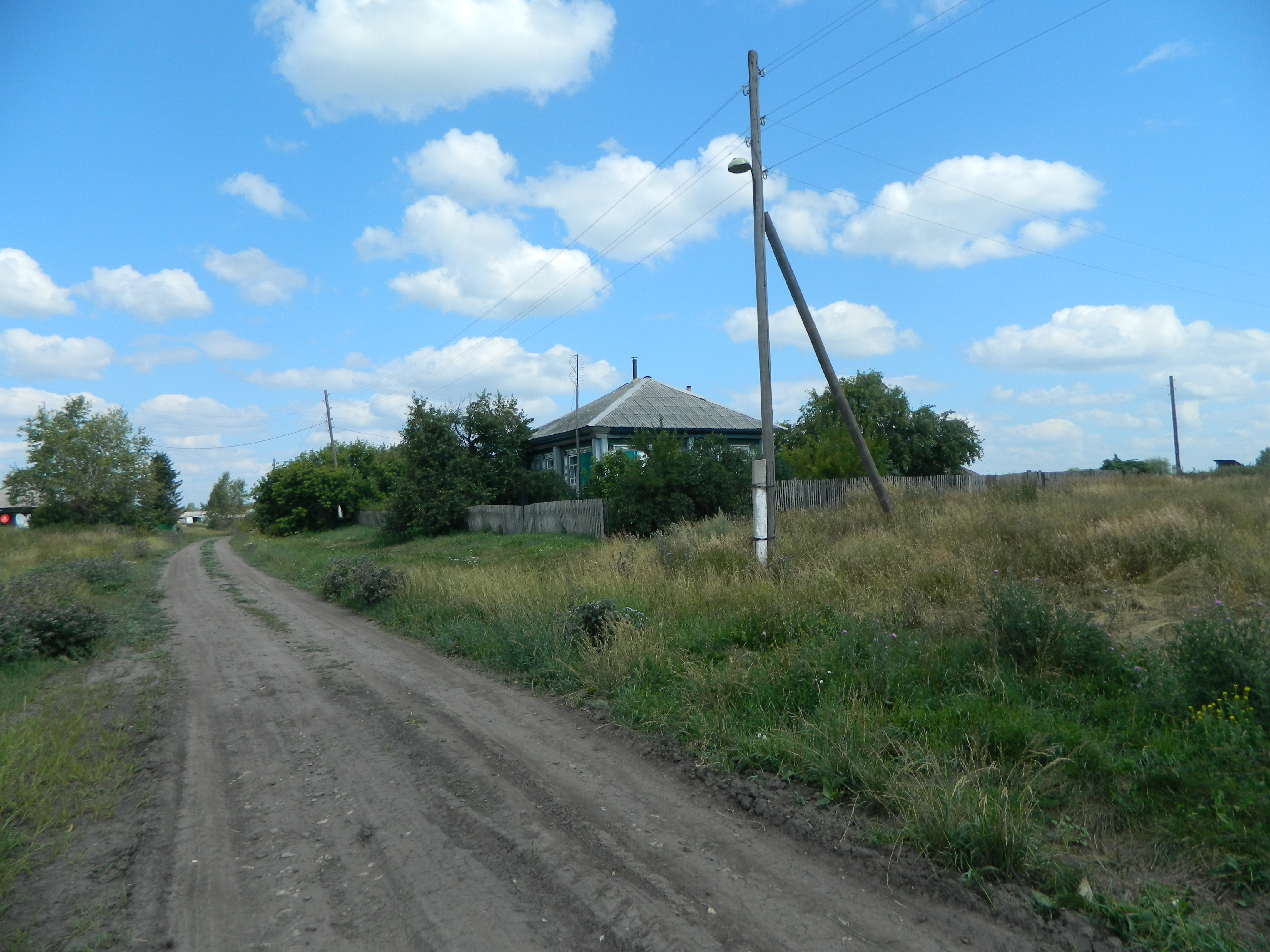
Верхнеманай, Упоровский район
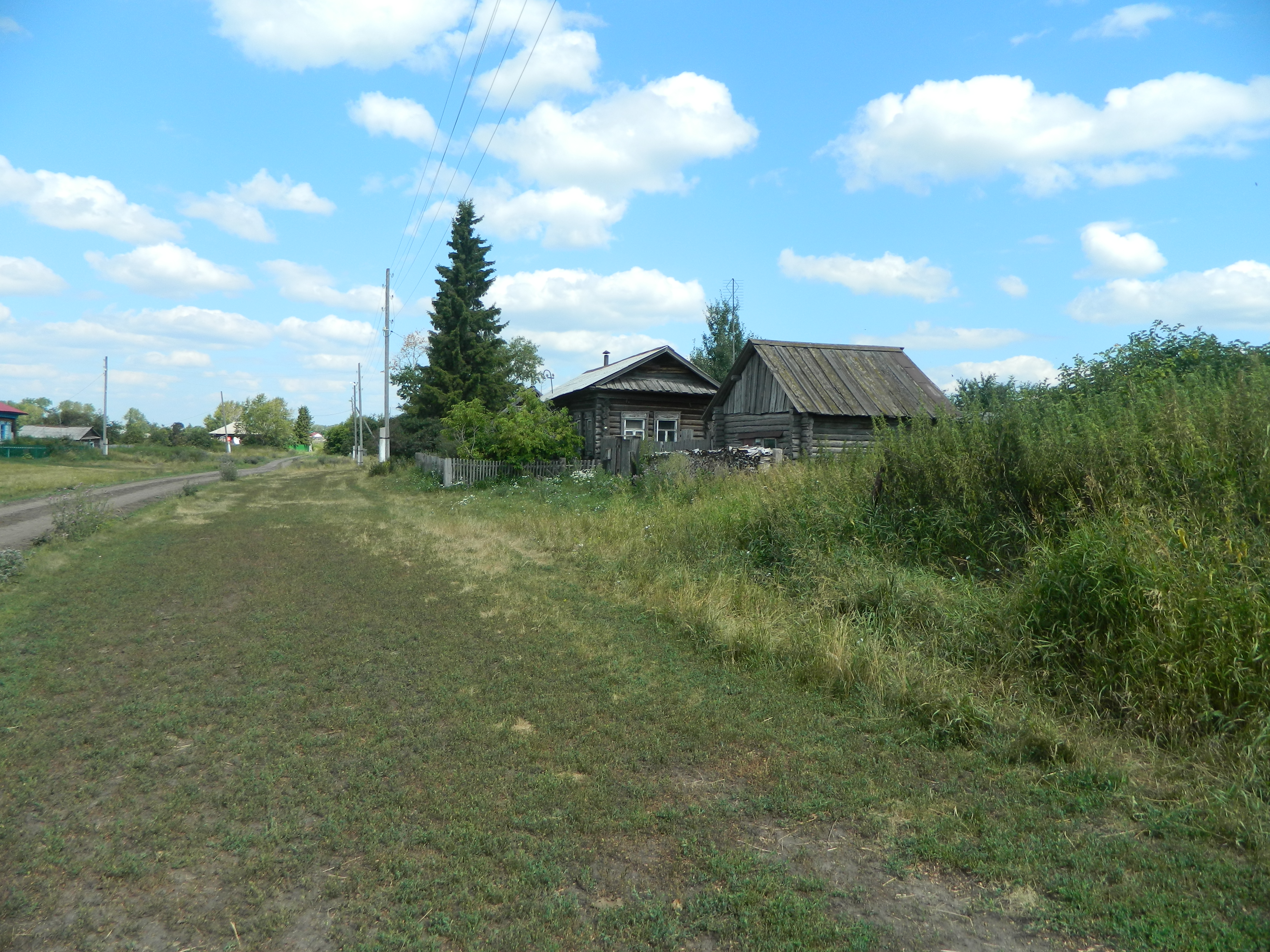
Верхнеманай, Упоровский район
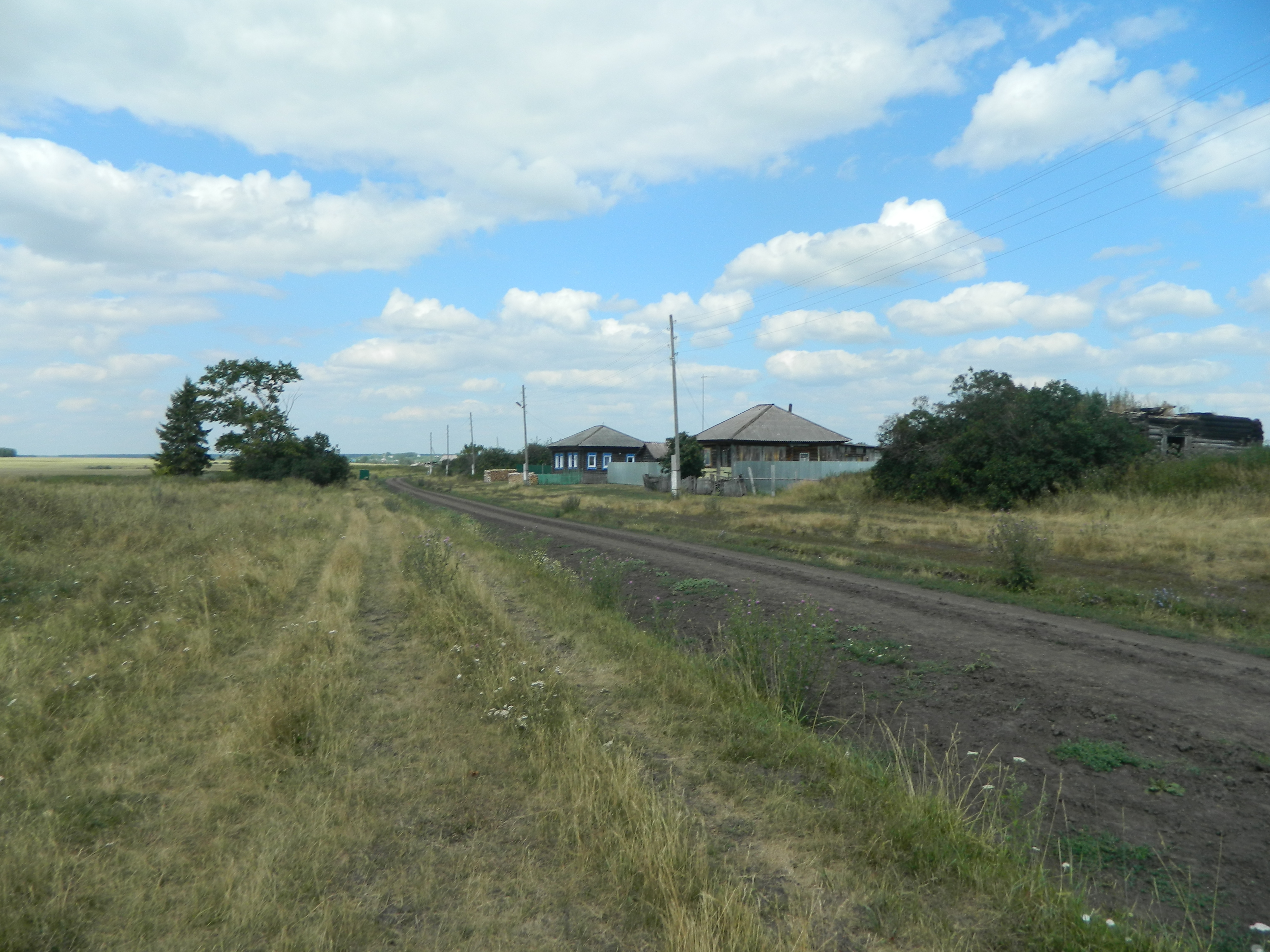
Верхнеманай, Упоровский район